# Dinastia Kamehameha

Stemma della Dinastia Kamehameha

Kamehameha fu una dinastia che governò dal 1810 al 1893 il Regno delle Hawaii, ossia dall'unificazione delle isole sotto Kamehameha I alla morte di Kamehameha V. Tra i contributi più importanti ad opera dei re Kamehameha vanno annoverati:
- l'introduzione della forma di governo costituzionale,
- l'abolizione dell'antico sistema dei kapu hawaiani a favore di un diritto occidentalizzato,
- la proclamazione dell'Editto di Tolleranza che dava libertà di religione,
- la promulgazione del Grande Mahele, permettendo i diritti di proprietà privata.

## Origini

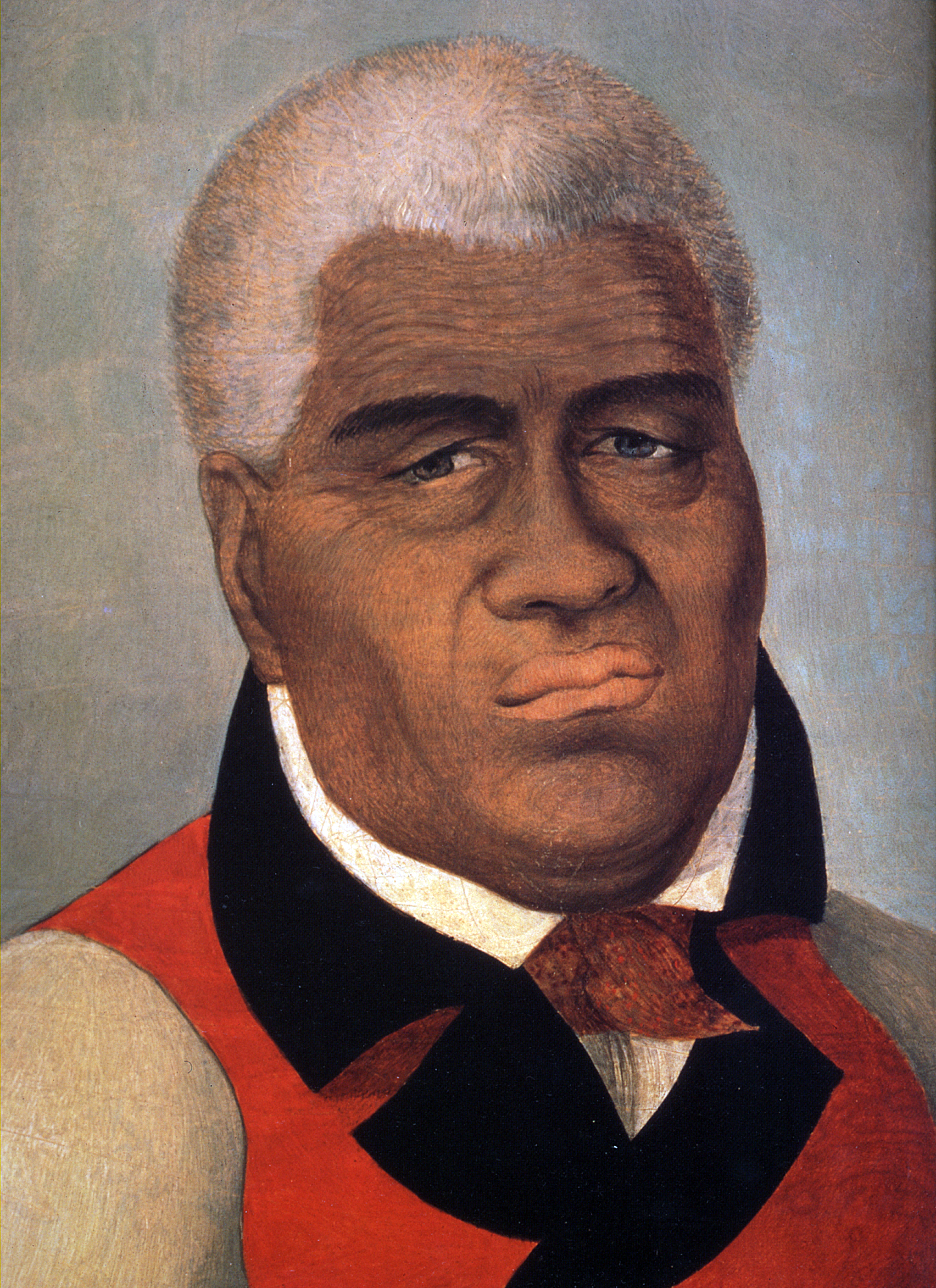
Ritratto di Kamehameha I

La dinastia ebbe origine dal distretto di Kona.
Il padre di Kamehameha I era Keōua Kalanikupuapaʻkalaninui, capo di Kona, e sua madre Kekuʻiapoiwa, nipote del re Alapaʻi delle Hawaii. Kamehameha I iniziò una serie di guerre di conquista e ad intessere una serie di alleanze strategiche.
Anche attraverso successioni ereditarie riuscì ad unificare le Hawaii sotto un unico regno.

## Elenco dei re Kamehameha
- Re Kamehameha I delle Hawaii (1758-8 maggio 1819);
- Re Kamehameha II delle Hawaii (1797-14 luglio 1824);
- Re Kamehameha III delle Hawaii (11 agosto 1813-15 dicembre 1854);
- Re Kamehameha IV delle Hawaii (9 febbraio 1834-30 novembre 1863);
- Re Kamehameha V delle Hawaii (11 dicembre 1830-11 dicembre 1872).